# Felipe Saavedra
Felipe Ignacio Saavedra Saavedra (Quillota, Región de Valparaíso, Chile, 26 de septiembre de 1996), es un futbolista chileno que juega de lateral izquierdo y actualmente milita en Deportes Concepción de la Primera B de Chile.

## Trayectoria
Nacido en las divisiones inferiores del club quillotano, Felipe fue cruzando por todas las filiales del club a medida que pasaban los años. El año 2014 después de un arduo trabajo se produce su tan ansiado debut a la edad de 17 años, el partido de turno fue contra O' Higgins de Rancagua en un partido válido por la copa Chile, finalmente el partido sería negativo por la derrota por 2-1 del elenco canario.
El día domingo 17 de agosto de 2014, San Luis se enfrentaba a Everton por la fecha 3 del torneo fase zonal 1, en aquel partido Saavedra ingresa al minuto 89 y al minuto 90 marca su primer gol en el profesionalismo, sentenciando así el 3-0 definitivo.

## Selección nacional

### Selección sub-21
El día 29 de julio de 2017, fue incluido en la nómina de 20 jugadores de proyección, categoría sub-21, que militan en el medio local, dada a conocer por la ANFP de cara a un encuentro amistoso a disputarse el 1 de septiembre del mismo año contra la selección francesa sub-21 en el Estadio Parque de los Príncipes de París. El equipo será dirigido por el entrenador de la selección chilena sub-20, Héctor Robles, en coordinación con el personal de la selección absoluta, en un trabajo de preparación que contará con la observación del cuerpo técnico que encabeza Juan Antonio Pizzi y que tiene por objeto visualizar deportistas que puedan ser considerados para incorporarse paulatinamente a la selección adulta.

## Estadísticas
Actualizado al último partido disputado el 28 de octubre de 2017.
| Club                                                                         | Div.          | Temporada     | Liga  | Liga  | Copas nacionales(1) | Copas nacionales(1) | Torneos internacionales(2) | Torneos internacionales(2) | Total | Total |
| Club                                                                         | Div.          | Temporada     | Part. | Goles | Part.               | Goles               | Part.                      | Goles                      | Part. | Goles |
| ---------------------------------------------------------------------------- | ------------- | ------------- | ----- | ----- | ------------------- | ------------------- | -------------------------- | -------------------------- | ----- | ----- |
| San Luis de Quillota · Chile                                                 | 2.ª           | 2014-15       | 10    | 1     | 5                   | 0                   | —                          | —                          | 15    | 1     |
| San Luis de Quillota · Chile                                                 | 1.ª           | 2015-16       | 3     | 0     | —                   | —                   | —                          | —                          | 3     | 0     |
| San Luis de Quillota · Chile                                                 | 1.ª           | 2016-17       | 12    | 0     | 2                   | 0                   | —                          | —                          | 14    | 0     |
| San Luis de Quillota · Chile                                                 | 1.ª           | 2017          | 11    | 0     | 5                   | 1                   | —                          | —                          | 16    | 1     |
| San Luis de Quillota · Chile                                                 | Total club    | Total club    | 36    | 1     | 12                  | 1                   | 0                          | 0                          | 48    | 2     |
| Total carrera                                                                | Total carrera | Total carrera | 36    | 1     | 12                  | 1                   | 0                          | 0                          | 48    | 2     |
| (1) Incluye datos de Copa Chile. (3) No incluye goles en partidos amistosos. |               |               |       |       |                     |                     |                            |                            |       |       |

## Palmarés

### Campeonatos nacionales
| Título           | Equipo              | País  | Año  |
| ---------------- | ------------------- | ----- | ---- |
| Segunda División | Deportes Concepción | Chile | 2024 |